# Dave Cousins (arquero)
Dave Cousins (16 de abril de 1977) es un deportista estadounidense que compitió en tiro con arco, en la modalidad de arco compuesto.
Ganó seis medallas en el Campeonato Mundial de Tiro con Arco al Aire Libre entre los años 1999 y 2009, y cinco medallas en el Campeonato Mundial de Tiro con Arco en Sala entre los años 2001 y 2007.

## Palmarés internacional
| Campeonato Mundial al Aire Libre | Campeonato Mundial al Aire Libre | Campeonato Mundial al Aire Libre | Campeonato Mundial al Aire Libre |
| Año                              | Lugar                            | Medalla                          | Prueba                           |
| -------------------------------- | -------------------------------- | -------------------------------- | -------------------------------- |
| 1999                             | Riom (Francia)                   | Medalla de oro                   | Individual                       |
| 1999                             | Riom (Francia)                   | Medalla de oro                   | Equipo                           |
| 2003                             | Nueva York (Estados Unidos)      | Medalla de oro                   | Equipo                           |
| 2003                             | Nueva York (Estados Unidos)      | Medalla de plata                 | Individual                       |
| 2005                             | Madrid (España)                  | Medalla de oro                   | Equipo                           |
| 2009                             | Ulsan (Corea del Sur)            | Medalla de oro                   | Equipo                           |
| Campeonato Mundial en Sala       |                                  |                                  |                                  |
| Año                              | Lugar                            | Medalla                          | Prueba                           |
| 2001                             | Florencia (Italia)               | Medalla de plata                 | Equipo                           |
| 2001                             | Florencia (Italia)               | Medalla de bronce                | Individual                       |
| 2003                             | Nimes (Francia)                  | Medalla de oro                   | Equipo                           |
| 2005                             | Aalborg (Dinamarca)              | Medalla de oro                   | Equipo                           |
| 2007                             | Esmirna (Turquía)                | Medalla de oro                   | Equipo                           |